# Kristalni grad
Kristalni grad je drama Antona Funtka, ki jo je napisal leta 1920.

## Osebe
- Mihael Nemanja, imetnik tvornice za kemične barve
- Marko, njegov sin
- Nikolaj Proj, glavni blagajnik pri Nemanji
- Neda, njegova hči
- Domen, tovarniški sluga.

## Vsebina

### 1. dejanje
Nova tovarna je zgrajena, v občutku zmagoslavje se Nemanja prvič izpove zvestemu sodelavcu Proju: Tovarno je vzdignil iz nič, z neumornim delom dosegel uspeh in ugled, uresničil svojo idejno-poslanstvo – tovarna kot kristalni grad, visoka pesem uma, energije in ustvarjalnosti, predvsem pa neomadeževana od kakršne koli nepoštenosti! Ta izpoved še tesneje poveže oba moža, ki bosta kmalu postala celo sorodnika – Neda in Marko sta zaročena, poroka naj bi bila hkrati z odprtjem nove tovarne. Čeprav je Marko zadnje mesce nekam čuden, nenehoma tiči v laboratoriju, da je Neda že zaskrbljena … Nemanja povabi Proja naslednji dan na kosilo, da počastijo Nedin rojstni dan, obenem mu izroči 30000 kot zadnji obrok plačila gradbeniku Bratini, ki je gradil tovarno; denar naj mu pošlje takoj zjutraj. – Po Mihaelovem odhodu pride k Proju Marko in se mu v obupanem kesu izpove: podlegel je bil pritisku prijateljev, ki so mu očitali skopost in zaigral 10000, ponaredil menico, ki bo jutri potekla, on pa je uspel prihraniti le 3000. Že tri mesece živi v peklu, bežal je v laboratorijsko delo in iznašel poseben aparat za anilinske barve, toda iz Švice, kamor ga je poslal na preskus, ni odgovora … Za poštenega Proja je Markovo priznanje strašen šok, a v svoji dobroti skuša mladeniču pomagati, ponudi mu svoje prihranke; a še zmerom manjka 5000. Marko se v obupu odloči, da bo zastavil nakit pokojne matere, in z vročimi prošnjami prepriča Proja, da mu do naslednjega dne opoldne posodi 5000 od denarja za Bratino.

### 2. dejanje
Proj ves na trnih čaka Marka, skoraj poldne je že. Toda ko fant pride, je obupan: menico je plačal, a denarja nima, ker so dragulji izginili! Izgubil je svojo čast, očetu se ne upa pred oči ... Tedaj vstopita Mihael in Neda, oba vesela in praznična, in Mihael, ki ima Nedo zelo rad, ji za rojstni dan podari dragulje; dekle je ginjeno do solz, Proj in Marko pa pretresena do kosti. Odpravijo se k prazničnemu kosilu, tedaj pa se po telefoni oglasi Bratina: po pogodbi bi moral plačilo dobiti opoldne, denarja pa ni … Mihael je začuden, mlada dva pošlje v stanovanje, Proja pa ostro zasliši. A Proj Marka noče izdati, vso krivdo vzame nase, čaš da je denar posodil. Mihael mu ne verjame, zmeraj ostreje pritiska nanj, tedaj pa se Marko vrne in očetu prizna svoj greh. Nemanji se podre svet: firmo, ki naj bi bila ponosen vzor trgovske poštenosti, je potegnil v blato njegov lastni sin! Marko odgovori, da bo zapustil dom, odslej bo živel za to, da si sam, brez tuje pomoči, znova pribori čast in očetovo spoštovanje, saj so očetove sanje o kristalnem gradu tudi njegove, tudi on je Nemanja! Najkasneje jutri zjutraj bo odšel.

### 3.dejanje
Proj pospravlja pisarno, v svoji poštenosti namerava odpovedati službo, sej je prepričan, da ni več vreden zaupanja. Mihael ga pri tem zaloti in ga ogorčen odvrne od njegove namere; ostala bosta prijatelja, le kristalni grad bo porušen, in to prav tisti hip, ko bi na njem morala zavihrati zmagoslavna zastava. In sin- sin mu je najhujši tujec, moral bi ga ukloniti do kraja, ga narediti za drugega Mihaela Nemanjo, samo tak bi znal nadaljevati njegovo delo. Proj ugovarja: s svojo trdoto je prestrašil le Markovo voljo, uničil njegovo zaupanje in iskrenost, samobitnosti pa na srečo ni mogel uničiti. Fant je dozorel, trpljenje in kesanje sta ga izčistila, naj vendar ne bo neusmiljen in mu odpusti. Prihiti Neda, vsa iz sebe:  od Marka je dobila nekakšno poslovilno pismo, kaj se vendar dogaja? V tem vstopi Marko, pripravljen na pot; iz besed med očetom in sinom Neda povzame resnico, zgrožena je, toda njena ljubezen vzdrži preizkušnjo: če Marku oče noče odpustiti, bo šla tudi ona, nihče je ne bo ločil od ljubega! Njeno in Projevo zaupanje da Marku moč, s trdno voljo, da se bo vrnil, ko popravi svoj greh, se odpravi. Tedaj prinesejo brzojavko iz Švice: Marku za izum ponujajo pol milijona frankov in udeležbo pri dobičku. Toda Marko prepusti denar in patent očetu; firmi bo to prineslo nekaj časti, čeprav je omadeževanih rok, sam pa mora na pot ... Odide, a oče, ki so ga že prej dodobra zmehčale Projeve prošnje in Nedina bolečina, plane za njim in ga pritira nazaj: sin ga je premagal, pridobil si je spet njegovo spoštovanje, saj je dal nov sijaj njunemu imenu, dovršil ponosno zgradbo njegovih sanj in želja – tu je roka v spravo, v zvezo za vselej! Oče in sin si sežeta v roko, Neda se presrečna stisne k ljubemu, Mihael pa slovesno oznani, da firme Nemanja ni več, odslej se bo imenovala Nemanja in sin!